# مديونة (آيت اسليليو)
مديونة هو دُوَّار يقع بجماعة عدرج، إقليم صفرو، جهة فاس مكناس في المملكة المغربية. ينتمي الدوّار لمشيخة آيت اسليليو التي تضم 6 دواوير. يقدر عدد سكانه بـ 389 نسمة حسب الإحصاء الرسمي للسكان والسكنى لسنة 2004.

## روابط خارجية
- البوابة الوطنية للجماعات الترابية نسخة محفوظة 12 مارس 2018 على موقع واي باك مشين.
- المندوبية السامية للتخطيط